# Miss Continentes Unidos 2016
Miss Continentes Unidos 2016 fue la 11.ª edición del certamen Miss Continentes Unidos, correspondiente al año 2016; la cual se llevó a cabo el 24 de septiembre en el Palacio de Cristal en la ciudad de Guayaquil, Ecuador. Candidatas de 28 países y territorios autónomos compitieron por el título durante 2 semanas. Al final del evento, Nathália Paiva Lago, Miss Continentes Unidos 2015, de Brasil, coronó a Jeslyn David Santos, de Filipinas, como su sucesora. 
El concurso fue transmitido a través del canal de televisión ecuatoriano Gamavisión y a través de otros canales de televisión a nivel mundial.

## Resultados
| Resultado Final              | Candidata |
| ---------------------------- | --- |
| Miss Continentes Unidos 2016 | - Filipinas - Jeslyn David Santos |
| Primera Finalista            | - Dinamarca - Mette Riis Sørensen |
| Segunda Finalista            | - India - Lopamudra Raut |
| Tercera Finalista            | - Brasil - Taynara Santana Gargantini |
| Cuarta Finalista             | - México - Cynthia Lizetthe Duque Garza |
| Quinta Finalista             | - Panamá - Rita Marianne Silvestre Mogollón |
| Top 10                       | - Colombia - Ana María Landaeta Gordillo - República Dominicana - Jennifer Dioyerlina Cruz Pichardo - Sudáfrica - Neena-Macaire Bezuidenhout - Tailandia - Boonyanee Sangpirom |

## Premios especiales
| Premio                   | Candidata                                                  |
| ------------------------ | ---------------------------------------------------------- |
| Miss Hotel Punta del Mar | - México - Cynthia Lizetthe Duque Garza                    |
| Mejor Traje Típico       | - India - Lopamudra Raut                                   |
| Miss Amistad             | - China - Jingyi He                                        |
| Miss Fotogénica          | - México - Cynthia Lizetthe Duque Garza                    |
| Miss Puntualidad         | - República Dominicana - Jennifer Dioyerlina Cruz Pichardo |
| Mejor Sonrisa OM Dental  | - México - Cynthia Lizetthe Duque Garza                    |

## Candidatas
28 candidatas fueron confirmadas:
(En la tabla se utiliza su nombre completo, los sobrenombres van entrecomillados y los apellidos utilizados como nombre artístico, entre paréntesis; fuera de ella se utilizan sus nombres «artísticos» o simplificados).
| País/Territorio      | Candidata                         | Edad | Estatura        | Residencia            |
| -------------------- | --------------------------------- | ---- | --------------- | --------------------- |
| Argentina            | Ivana Villalba Calgaro            | 23   | 1,75 m (5′ 9″)  | Ciudad de Resistencia |
| Bolivia              | Julia "July" Ayde Rossel León     | 26   | 1,71 m (5′ 7″)  | Tarija                |
| Brasil               | Taynara Santana Gargantini        | 26   | 1,75 m (5′ 9″)  | Paranávai             |
| Chile                | María Natividad Leiva Bello       | 24   | 1,80 m (5′ 11″) | Santiago              |
| China                | Jingyi He                         | 22   | 1,75 m (5′ 9″)  | Beijing               |
| Colombia             | Ana María Landaeta Gordillo       | 22   | 1,81 m (5′ 11″) | Villavicencio         |
| Dinamarca            | Mette Riis Sørensen               | 26   | 1,78 m (5′ 10″) | Copenhague            |
| Ecuador              | María Cecilia Drouet Contreras    | 20   | 1,70 m (5′ 7″)  | Salinas               |
| Estados Unidos       | Alexi Gabrielle Gropper           | 20   | 1,65 m (5′ 5″)  | Atlanta               |
| Filipinas            | Jeslyn David Santos               | 23   | 1,73 m (5′ 8″)  | Hagonoy               |
| Francia              | Élodie Edward                     | 21   | 1,70 m (5′ 7″)  | Guyana Francesa       |
| Guatemala            | Fabiola Jeimmy Tahíz Aburto       | 22   | 1,78 m (5′ 10″) | Ciudad de Guatemala   |
| Haití                | Mideline Joseph                   | 23   | 1,77 m (5′ 10″) | Puerto Príncipe       |
| India                | Lopamudra Raut                    | 25   | 1,76 m (5′ 9″)  | Maharashtra           |
| Japón                | Emiri Shimizu                     | 23   | 1,73 m (5′ 8″)  | Gunma                 |
| México               | Cynthia Lizetthe Duque Garza      | 23   | 1,76 m (5′ 9″)  | Monterrey             |
| Nicaragua            | Virginia Gabriela Picado Chow     | 20   | 1,66 m (5′ 5″)  | Puerto Cabezas        |
| Países Bajos         | Noëlle Turubassa                  | 23   | 1,69 m (5′ 7″)  | Ámsterdam             |
| Panamá               | Rita Marianne Silvestre Mogollón  | 25   | 1,70 m (5′ 7″)  | Ciudad de Panamá      |
| Paraguay             | Atenas Mariel Aranda Duarte       | 19   | 1,70 m (5′ 7″)  | Piribebuy             |
| Perú                 | Mariella del Carmen Cabrera Bayro | 23   | 1,72 m (5′ 8″)  | Huancayo              |
| Puerto Rico          | Kiara Rodríguez Lugo              | 25   | 1,75 m (5′ 9″)  | San Juan              |
| Reino Unido          | Rebecca "Becky" Hall              | 21   | 1,70 m (5′ 7″)  | Birmingham            |
| República Dominicana | Jennifer Dioyerlina Cruz Pichardo | 23   | 1,82 m (6′ 0″)  | Salvaleón de Higüey   |
| Sudáfrica            | Neena-Macaire Bezuidenhout        | 19   | 1,67 m (5′ 6″)  | KwaZulu-Natal         |
| Tailandia            | Boonyanee Sangpirom               | 22   | 1,73 m (5′ 8″)  | Nakhon Pathom         |
| Trinidad y Tobago    | Semoy Simone DeFour               | 26   | 1,78 m (5′ 10″) | Puerto España         |
| Uruguay              | Thalía García Pereira             | 18   | 1,82 m (6′ 0″)  | Montevideo            |

### Candidatas retiradas
- Bélgica - Yona Van Puyvelde
- Canadá - Hannah Simard
- Estonia - Hanna-Maria Sell
- Hungría - Nikoletta Nagy
- Islas Vírgenes de los Estados Unidos - Delia Marei
- Kenia - Kagendo Faith
- Malasia - Vanessa Cruez
- Namibia - Stephanie Tsuos
- Pakistán - Ramina Ashfaque
- Ruanda - Kwizera Peace
- Rusia - Daria Zinoveva
- San Vicente y las Granadinas - Dahvana Providence
- Sudán del Sur - Bakhita Wuor Dador
- Ucrania - Marina Demitska
- Venezuela - Angélica Wildman

### Reemplazos
- Dinamarca - Silvija Vukovic fue reemplazada por Mette Riis Sørensen.
- Filipinas - Melody Tryphone fue reemplazada por Jeslyn David Santos.

## Datos acerca de las delegadas
- Algunas de las delegadas de Miss Continentes Unidos 2016 han participado en otros certámenes internacionales de importancia:
  - Taynara Santana Gargantini (Brasil) fue ganadora del Reinado Internacional de la Ganaderia 2014 y participó sin éxito en Miss Turismo Queen Internacional 2016 representando a Fernando de Noronha.
  - María Natividad Leiva Bello (Chile) fue finalista en Miss Tierra 2015 y participó sin éxito en Miss Universo 2017.
  - Mette Riis Sørensen (Dinamarca) participó sin éxito en Miss Internacional 2015.
  - Jeslyn David Santos (Filipinas) fue finalista en Miss World Peace 2015.
  - Fabiola Jeimmy Tahíz Aburto (Guatemala) participó sin éxito en Miss Universo 2015.
  - Cynthia Lizetthe Duque Garza (México) participó sin éxito en Miss Universo 2013.
  - Kiara Rodríguez Lugo (Puerto Rico) fue finalista en 	Miss Caribe Hisbicus 2013 y participó sin éxito en Miss Teen International 2008.
  - Boonyanee Sangpirom (Tailandia) fue semifinalista en Miss Intercontinental 2015.
  - Semoy Simone DeFour (Trinidad y Tobago) participó sin éxito en Miss Global Internacional 2014.
- Algunas de las delegadas nacieron o viven en otro país al que representarán, o bien, tienen un origen étnico distinto:
  - Virginia Gabriela Picado Chow (Nicaragua) tiene ascendencia miskitu y china.
- Otros datos significativos de algunas delegadas:
  - Mette Riis Sørensen (Dinamarca) es hermana de Malene Riis Sørensen, quien compitió sin éxito en Miss Mundo 2013 y Miss Supranacional 2016.

## Sobre los países en Miss Continentes Unidos 2016

### Naciones debutantes
- Francia
- Reino Unido
- Sudáfrica
- Trinidad y Tobago

### Naciones que regresan a la competencia
Compitieron por última vez en 2014:
- Haití
- Países Bajos
- Tailandia

### Naciones que se retiran de la competencia
Australia, Bélgica, Costa Rica, Guyana, Honduras, Kenia, Kurdistán, Venezuela no enviaron una candidata este año.